# Mably (Loire)
Mably é uma comuna francesa na região administrativa da Auvérnia-Ródano-Alpes, no departamento do Loire. Estende-se por uma área de 32.8 km². Em 2010 a comuna tinha 7 759 habitantes (densidade: 236,6 hab./km²).